# Ситніков Вадим Юрійович
Вади́м Ю́рійович Си́тніков (30 листопада 1970 — 14 липня 2015) — солдат Збройних сил України.

## Життєвий шлях
Був єдиною дитиною у родині Юрія Єгоровича та Любові Самійлівни Ситнікових. Навчався в чернівецькій ЗОШ № 15, після 9 класу вступив до механіко-технологічного технікуму. 1996 року закінчив Дніпропетровський хіміко-технологічний інститут.
Грав у театрі «Ватра» при Чернівецькому національному університеті ім. Ю. Федьковича. В одній із вистав зіграв роль Кобзаря. Дуже любив вірші Тараса Шевченка, багато знав напам'ять, цитував, серед улюблених — поема «Кавказ».
Працював в АТ «Розма», торговий агент, організував приватний бізнес. Працював на підприємстві з виготовлення та продажу блоків із пінопласту — в мікрорайоні Чернівців Садгора.
З початком війни приховував від рідних, що збирається на фронт. Потай пройшов медогляд — за станом здоров'я міг і не йти до воєнкомату. Комірник, 534-й окремий інженерно-саперний батальйон, 128-ма окрема гірсько-піхотна бригада.
14 липня 2015-го під час виконання завдань щодо перевірки надійності мінних укріплень поблизу кордону біля села Сизе підірвались на вибуховому пристрої з розтяжкою та загинули майор Сергій Мелимука, капітан Микола Михайлишин, старший солдат Юрій Бабко, солдат Вадим Ситніков.
Залишились мати, дружина Ірина та донька Наталія 200 р.н.
17 липня 2015-го похований в місті Чернівці, Центральне кладовище, Алея Слави.

## Нагороди
- Указом Президента України № 42/2018 від 26 лютого 2018 року, за особисту мужність і самовіддані дії, виявлені у захисті державного суверенітету та територіальної цілісності України, зразкове виконання військового обов'язку, нагороджений орденом «За мужність» ІІІ ст. (посмертно).
- Нагороджений медаллю «На славу Чернівців» (посмертно).

## Вшанування пам'яті
- У гімназії № 7 Чернівців березнем 2017-го відкрито меморіальну дошку випускнику Вадиму Ситнікову